# 김정희 필 서원교필결후
김정희 필 서원교필결후(金正喜 筆 書員嶠筆訣後)는 대한민국 서울특별시 성북구 간송미술관에 있는, 김정희(金正喜, 1786～1856)가 조선 후기 서예가 이광사(李匡師, 1705～1777)가 쓴 『서결ㆍ전편』의 자서(自序)에 해당하는 부분에 대해 비판한 글을 행서로 쓴 것이다. 2018년 6월 27일 대한민국의 보물 제1982호로 지정되었다.

## 개요
‘김정희 필 서원교필결후’는 추사(秋史) 김정희(金正喜, 1786～1856)가 조선 후기 서예가 이광사(李匡師, 1705～1777)가 쓴 『서결ㆍ전편』의 자서(自序)에 해당하는 부분에 대해 비판한 글을 행서로 쓴 것이다. 김정희의 친필 원고이자 이광사의 서예 이론을 전반적으로 검토하면서 이에 대한 반론을 제기한 것이다. 글씨를 연마하는 데 있어 금석문 고증의 필요성을 강조한 내용은 우리나라 서예이론 체계를 연구하는 데 중요한 단서를 제공해 준다. 이는 김정희의 서론(書論) 가운데 핵심적인 내용이라는 점에서 주목되며, 추사체(秋史體)의 면모가 잘 드러나는 행서는 조선 말기 서예를 대표할 만한 격조를 보여준다. 서첩에 수록된 3점의 수묵산수(水墨山水) 역시 김정희가 즐겨 그린 문인화(文人畵)의 진수를 보여준다는 점에서 가치가 크다.

## 참고 자료
- 김정희 필 서원교필결후 - 국가유산청 국가유산포털